# هادلن
هادلن (به آلمانی: Samtgemeinde Hadeln) یک منطقهٔ مسکونی در آلمان است که در کوکسهاون واقع شده‌است. هادلن ۸۴٫۶۹ کیلومتر مربع مساحت دارد.